# Видобування нафти третинне

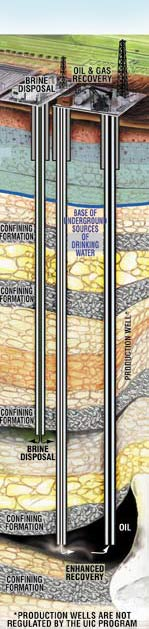
Закачування пари в свердловину

Третинні методи видобутку нафти (раніше Tertiary oil recovery, потім частіше став вживатися термін enhanced oil recovery) збільшують рухливість нафти для збільшення нафтовіддачі.

## Загальний опис
Видобування нафти третинне здійснюється шляхом штучного підтримання енергії пласта або штучної зміни фізико-хімічних властивостей нафти. Дані методи дозволяють підвищити КВН ще на 5 % — 15 %.
Первинні методи використовують тільки природну енергію пласта, досягають КВН не більше 20-30 %.
Вторинні методи пов'язані з підтриманням внутріпластової енергії шляхом закачування в пласт води і природного газу. Вони досягають типових КВН не більше 30-50 %.
Підвищення нафтовіддачі в третинних методах досягається завдяки нагнітанню газу, закачування хімічних реагентів, використання теплового методу збільшення нафтовіддачі за рахунок циклічного нагнітання пари в колектор нафти або створення внутрішньопластового горіння.
Найбільш широко застосовуються теплові і газові (CO2) методи. За даними Міністерства енергетики США, серед третинних методів, що застосовуються в США, теплові методи складають 40 %, а 60 % — газові. Ще близько 1 % припадає на хімічні технології (полімери, ПАР).

## Класифікація методів підвищення нафтовіддачі
За типом робочих агентів класифікація відомих методів підвищення нафтовіддачі пластів має такий вигляд:
• Теплові методи (ОГВ та інші);
• Газові методи (наприклад, CO2-EOR);
• Фізичні методи (ПІВ та інші);
• Хімічні методи (емульсії комплексної дії — ЕКД, Мікробіологічний вплив та інші);
• Гідродинамічні методи;
• Струмене-відхиляючі методи;
• Комбіновані методи
• Фізико-хімічні методи (реагентно-активаційний вплив та інші)
Один з варіантів третинних методів, TEOR, пов'язаний з нагріванням нафти в пласті для зменшення її в'язкості. Часто застосовується закачування водяної пари, іноді також використовують спалювання частини нафти на місці (безпосередньо в пласті).
Також в пласт можуть накачуватися ПАР (детергенти) для зміни поверхневого натягу між водою і нафтою .
Третинний метод починають використовувати, коли вторинний перестає бути адекватним, але тільки за умови, що видобуток нафти залишається рентабельним. Таким чином, використання методу залежить як від вартості обраного способу вилучення, так і від цін на нафту.
Найбільш широко (більше 100 впроваджень) застосовуються теплові та газові (CO2) третинні методи. У першому десятилітті XXI століття за рахунок третинних методів видобувалося за оцінками Aramco близько 3 мільйонів барелів на день (з них 2 мільйони — за рахунок теплових методів), що становить близько 3,5 % від загальносвітового нафтовидобутку.
За даними Міністерства енергетики США, теплові методи становлять 40 %, а 60 % — газові серед теоретичних методів, що застосовуються в США. Ще близько одного відсотка застосувань припадало на хімічні технології (полімери, ПАР). У першому десятилітті XXI століття за рахунок третинних методів видобувалося за оцінками Aramco близько 3 мільйонів барелів на день (з них 2 мільйони — за рахунок теплових методів), що становило близько 3,5 % від загальносвітового нафтовидобутку.

### Окремі технології
Velocity String — технологія експлуатації газових свердловин, що швидко обводнюються, з низькими дебітами на завершальній стадії експлуатації, коли заміна ліфтової колони НКТ вже не рентабельна. Дана технологія дозволяє продовжити експлуатацію таких свердловин за рахунок збільшення швидкості потоку флюїду зі свердловини завдяки меншому діаметру ГНКТ порівняно з НКТ, що використовується. Використання ГНКТ як ліфтової колони дозволяє скоротити час та витрати на монтаж наземного та підземного обладнання та введення свердловини в експлуатацію.